# Hudvalk

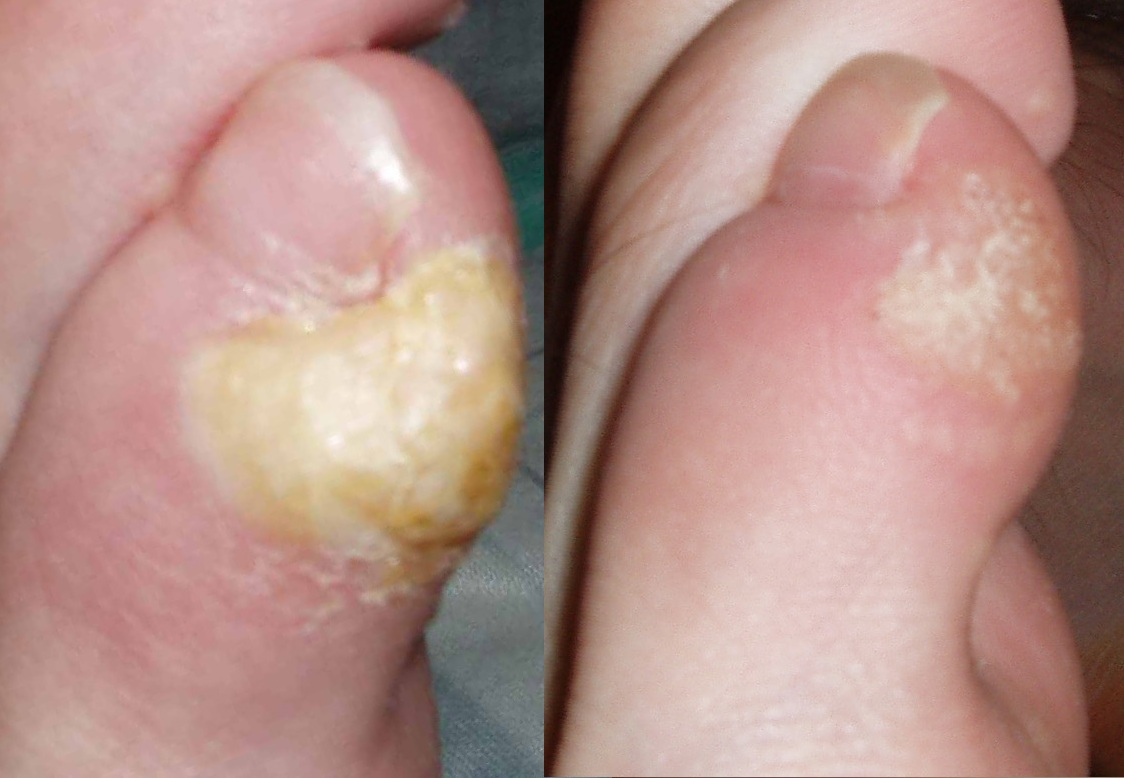
Exempel på hudvalkar på en tå.

En hudvalk är en förhårdnad på huden som uppkommit genom långvarig friktion eller tryck. Vanligast är att dessa förekommer på händer eller fötter. Hudvalkar är generellt ofarliga men kan leda till andra problem såsom infektioner.
En närliggande hudåkomma är liktornar. Allra vanligast är förekomsten av liktornar och hudvalkar på fötterna, vilket kan ge upphov till smärta och obehag när man går. Hudvalkar är ofta gulaktiga till färgen och kan utvecklas på fötterna, på handflatorna och på knogarna. Hudvalkar är större än liktornar och har inte en lika väldefinierad kant. I takt med att en hudvalk blir tjockare, blir den ofta mindre känslig för beröring än den intilliggande huden.
Hudvalkar kan till exempel uppstå när huden skaver mot någonting, till exempel marken eller en sko. Aktiviteter som utsätter foten för tryck, till exempel barfota löpning, kan orsaka bildning av hudvalkar. Idrottsutövare är särskilt mottagliga mot utveckling av hudvalkar.